# Zizeeria luculenta
Zizeeria luculenta är en fjärilsart som beskrevs av Kurihara 1948. Zizeeria luculenta ingår i släktet Zizeeria och familjen juvelvingar. Inga underarter finns listade i Catalogue of Life.